# Ole Hansen (politiker)
 Der er flere personer med dette navn, se Ole Hansen.
Ole Hansen (født 17. december 1855 i Høm, død 26. juni 1928 i København) var en dansk politiker og landbrugsminister.

## Levned og virke
Ole Hansen blev født i Høm Sogn på Sjælland, søn af sognefoged og gårdejer Hans Olsen og Sidse Marie f. Nielsen. Han blev gårdejer i Bringstrup som 23-årig. Hans første hustru og deres nyfødte datter døde i 1880. Ole Hansen fik 6 børn med sin anden hustru, Hanne Petronella Hansen.
I 1883 valgtes han til Bringstrup Sogneråd og var 1886-1891 dets formand. Fra 1895-1910 var han medlem af Sorø Amt Amtsråd. Han blev i 1890 valgt til Folketinget. Han brød med Moderate Venstre i 1894, og han var tilsluttet Venstrereformpartiet fra 1895.
Ole Hansen var den første danske bonde, som opnåede at blive minister (Den første bonde i kongens råd). Da man formodede, at Christian 9. helst ikke ville udnævne en bonde, så blev Hansens stillingsbetegnelse på ministerlisten amtsrådsmedlem – ikke gårdejer.
Han var landbrugsminister fra 1901 til 1908, da han trådte tilbage i forbindelse med Alberti-skandalen. Men han opnåede at blive valgt igen, og i 1914 kom han i Landstinget og blev formand fra 1922 til sin død i 1928.
- Landbrugsminister fra 24. juli 1901 i:

Regeringen Deuntzer indtil 14. januar 1905, derefter
Regeringen Christensen l indtil 24. juli 1908
Hansen blev Ridder af Dannebrog 1902, Dannebrogsmand 1903, Kommandør af 2. grad 1905 og af 1. grad 1908.

## Forskellige minder og afbildninger
Der står et mindesmærke for landbrugsminister Ole Hansen i udkanten af Kirkelunden ved Sct. Bendts Kirke i Ringsted. Mindestenen er rejst af hans venner og meningsfæller d. 24. juli 1930. Den er skabt af billedhuggeren Johannes Bjerg, som også var skaberen af Valdemar den Store statuen på torvet i byen.
Derudover findes et maleri af Heinrich Dohm 1925 (Folketinget). Endvidere portrætteret på Paul Fischers maleri af Den norske Deputations Modtagelse 1905 (1907, Frederiksborgmuseet) og på Oscar Matthiesens maleri af Den grundlovgivende Rigsdag (1923) i Folketinget. 
Buste af Frk. Claudi Westh.
Portrætteret på litografi af det første Venstreministerium.
Træsnit 1891 efter fotografi og 1904.